# Bertholdia albipuncta
Bertholdia albipuncta är en fjärilsart som beskrevs av William Schaus 1896. Bertholdia albipuncta ingår i släktet Bertholdia och familjen björnspinnare. Inga underarter finns listade i Catalogue of Life.